# Petar Gigić
Petar Gigić (szerbül: Петар Гигић; Pristina, 1997. március 7. –) szerb utánpótlás-válogatott labdarúgó, a görög Panszeraikósz játékosa.

## Pályafutása

### Klubcsapatokban
Pályafutását a Radnički Nišben kezdte, majd az OFK Beograd csapatához került, ahol végül 2015. április 18-án bemutatkozhatott a szerb élvonalban. 2017 és 2019 között a Mačva Šabac labdarúgója volt. 2019. július 22-én négy évre szóló szerződést írt alá a belgrádi Partizanhoz, amely 150 000 eurót fizetett érte. Szeptember 19-én, a holland AZ elleni Európa-liga-mérkőzésen mutatkozott be a csapatban, a 87. percben csereként beállva. A 2019-2020-as szezon második felét kölcsönben a Mačva Šabacban töltötte, ahol tizenegy tétmérkőzésen lépett pályára. 2020. július 16-án az Újpest szerződtette.
2021. január 30-án kölcsönbe a Novi Pazar csapatához került. 2021. szeptember 17-én ismét a Mačva Šabac igazolta le, két év után végleg elhagyta a belgrádi Partizan együttesét. 2022-ben a Železničar Pančevo szerződtette. Fél év után a Jabor Ivanjica igazolta le, ahol 52 bajnokin 11 találatig jutott a szerb első osztályban. 2024 februárjában a török másodosztályú Bolusporhoz került, majd 2024. augusztus 10-én szabadon igazolhatóvá vált. Három nappal később a görög első osztályú PAE Panszeraikósz jelentette be az érkezését.

### A válogatottban
A szerb U18-as korosztályos csapatban 2015-ben lépett először pályára, öt fellépésén egyszer volt eredményes a csapatban. Ugyanebben az évben az eggyel idősebb korosztály válogatottjában is pályára lépett egy alkalommal.